# Израиль на зимних Олимпийских играх 2022
Израиль на зимних Олимпийских играх 2022 года представлен 6 спортсменами в 3 видах спорта.
Горнолыжник Барнабаш Сёллёш занял шестое место в комбинации и повторил лучший результат израильских спортсменов на зимних Олимпийских играх (в 2002 году фигуристы Галит Хайт и Сергей Сахновский заняли шестое место в танцах на льду).

## Состав сборной
В заявку сборной Израиля для участия в Играх 2022 года вошли 6 спортсменов (4 мужчин и 2 женщины), которые выступят в 4 олимпийских дисциплинах.
 Горнолыжный спорт
1. Ноа Сёллёш
2. Барнабаш Сёллёш

 Фигурное катание
1. Алексей Быченко
2. Евгений Краснопольский
3. Хейли Копс

 Шорт-трек
1. Владислав Быканов

## Результаты соревнований

### Коньковые виды спорта

#### Фигурное катание
| Спортсмен                         | Соревнование              | SP           | SP    | FS           | FS    | Всего        | Всего |
| Спортсмен                         | Соревнование              | Сумма баллов | Место | Сумма баллов | Место | Сумма баллов | Место |
| --------------------------------- | ------------------------- | ------------ | ----- | ------------ | ----- | ------------ | ----- |
| Алексей Быченко                   | Мужское одиночное катание | 68.01        | 26    | NQ           | NQ    | NQ           | NQ    |
| Хейли Копс Евгений Краснопольский | Парное катание            | 55,99        | 15    | 97,83        | 15    | 153,82       | 15    |

#### Шорт-трек
Мужчины
| Спортсмен         | Соревнование | Отборочный раунд | Отборочный раунд | Четвертьфинал    | Четвертьфинал | Полуфинал            | Полуфинал            | Финал                | Финал                |
| Спортсмен         | Соревнование | Результат        | Место            | Результат        | Место         | Результат            | Место                | Результат            | Место                |
| ----------------- | ------------ | ---------------- | ---------------- | ---------------- | ------------- | -------------------- | -------------------- | -------------------- | -------------------- |
| Владислав Быканов | 500 м        | 40.900           | 2 Q              | 41.157 (4 забег) | 3             | завершил выступление | завершил выступление | завершил выступление | завершил выступление |
| Владислав Быканов | 1000 м       | 1:24.875         | 4                | NQ               | NQ            | NQ                   | NQ                   | NQ                   | NQ                   |
| Владислав Быканов | 1500 м       | н/д              | н/д              | 2:09.932         | 4 q           | 2:13.491             | 6                    | NQ                   | NQ                   |

### Лыжные виды спорта

#### Горнолыжный спорт
| Спортсмен       | Соревнование                | Скоростной спуск/ 1 спуск | Скоростной спуск/ 1 спуск | Слалом/ 2 спуск | Слалом/ 2 спуск | Всего   | Всего |
| Спортсмен       | Соревнование                | Время                     | Место                     | Время           | Место           | Время   | Место |
| --------------- | --------------------------- | ------------------------- | ------------------------- | --------------- | --------------- | ------- | ----- |
| Барнабаш Сёллёш | Скоростной спуск (мужчины)  | н/д                       | н/д                       | н/д             | н/д             | 1:46.88 | 30    |
| Барнабаш Сёллёш | Супергигант (мужчины)       | н/д                       | н/д                       | н/д             | н/д             | 1:24.28 | 30    |
| Барнабаш Сёллёш | Комбинация (мужчины)        | 1:45.04                   | 11                        | 48.14           | 2               | 2:33.18 | 6     |
| Барнабаш Сёллёш | Гигантский слалом (мужчины) | 1:07.89                   | 28                        | 1:10.04         | 21              | 2:17.93 | 22    |
| Барнабаш Сёллёш | Слалом (мужчины)            |                           |                           |                 |                 |         |       |
| Ноа Сёллёш      | Супергигант (женщины)       | н/д                       | н/д                       | н/д             | н/д             | 1:17.94 | 34    |
| Ноа Сёллёш      | Гигантский слалом (женщины) | 1:04.90                   | 42                        | DNF             | DNF             | DNF     | DNF   |
| Ноа Сёллёш      | Слалом (женщины)            | 58.21                     | 45                        | 59.13           | 41              | 1:57.34 | 41    |